# Biały aligator
Biały aligator (ang. Albino Alligator) – amerykańsko-francuski film fabularny z 1996 roku w reżyserii Kevina Spaceya, wyprodukowany przez wytwórnię Miramax Films. Główne role w filmie zagrali Matt Dillon, Faye Dunaway i Gary Sinise.
Premiera filmu odbyła się 9 września 1996 podczas 21. Międzynarodowy Festiwal Filmowy w Toronto. Cztery miesiące później, 17 stycznia 1997, obraz trafił do kin na terenie Stanów Zjednoczonych. Premiera filmu we Francji odbyła się 30 lipca 1997.

## Fabuła
Przestępcy Milo (Gary Sinise), jego brat Dova (Matt Dillon) i Law (William Fichtner) organizują nieudany napad. Pierwszy z nich zostaje ranny. Uciekając przed policją, trafiają do nocnego baru. Biorą tam na zakładników właściciela lokalu, barmankę oraz trzech klientów. Wkrótce stróże prawa otaczają lokal.

## Obsada
- Matt Dillon jako Dova
- Faye Dunaway jako Janet Boudreaux
- Gary Sinise jako Milo
- William Fichtner jako Law
- Viggo Mortensen jako Guy Foucard
- John Spencer jako Jack
- Skeet Ulrich jako Danny Boudreaux
- Frankie Faison jako Marv Rose
- Melinda McGraw jako Jenny Ferguson
- Joe Mantegna jako G.D. Browning
- M. Emmet Walsh jako Dino

## Produkcja
Zdjęcia do filmu kręcono w Los Angeles (Kalifornia) oraz w Nowym Orleanie (Luizjana). Okres zdjęciowy trwał od 28 czerwca do 6 sierpnia 1995 roku. 

## Odbiór
Film Biały aligator spotkał się z mieszaną reakcją krytyków. W serwisie Rotten Tomatoes, 44% z osiemnastu recenzji filmu jest pozytywne (średnia ocen wyniosła 5,4 na 10). Na portalu Metacritic średnia ocen z 17 recenzji wyniosła 48 punktów na 100.

### Nagrody i nominacje
| Rok  | Miejsce                           | Nagroda      | Kategoria                      | Odbiorcy i nominowani | Wynik     |
| ---- | --------------------------------- | ------------ | ------------------------------ | --------------------- | --------- |
| 1998 | 18. rozdanie nagród Złotych Malin | Złota Malina | Najgorsza aktorka drugoplanowa | Faye Dunaway          | nominacja |